# Missouri Meerschaum

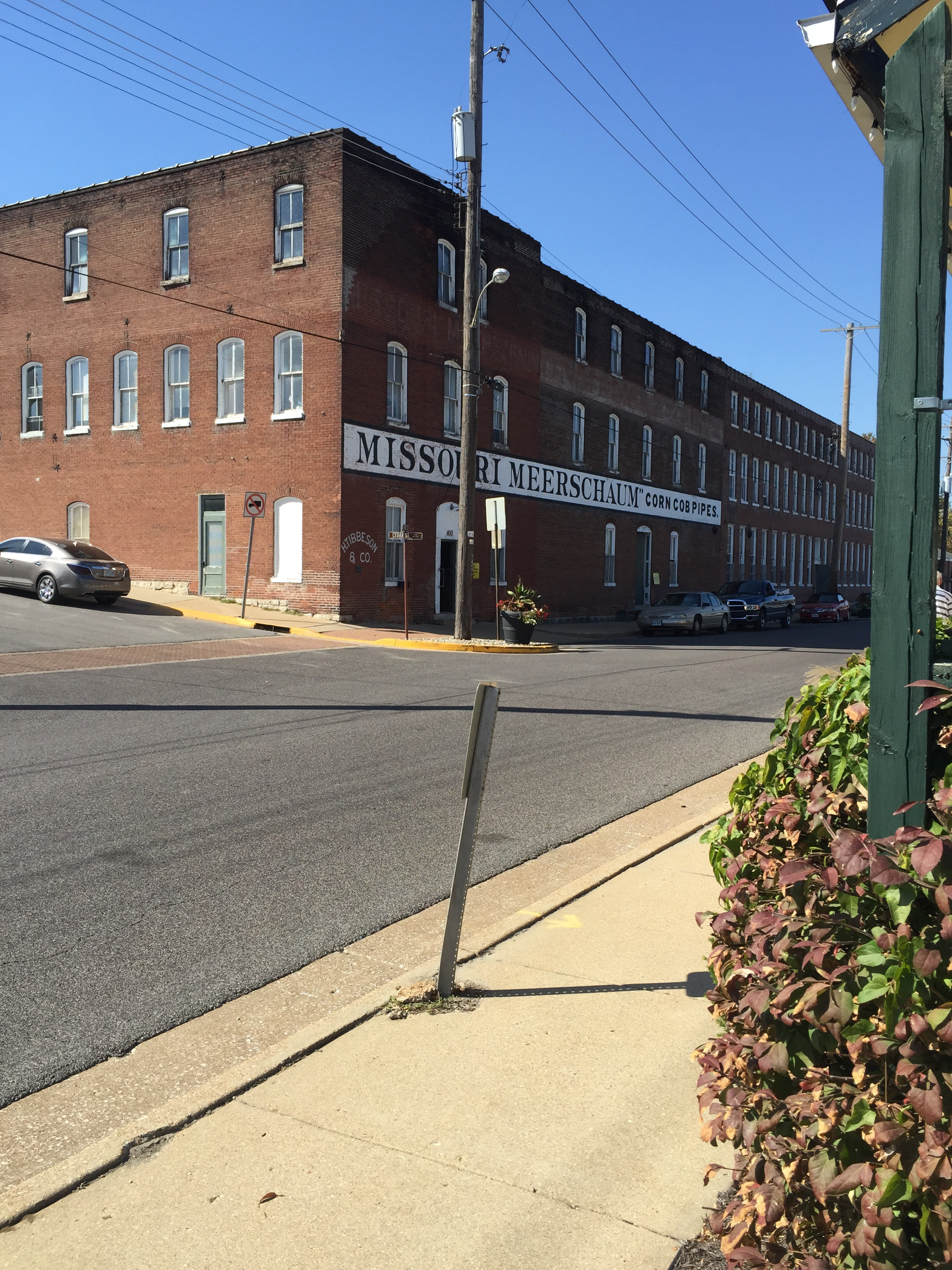
Fabrik der Missouri Meerschaum Co.

Die Missouri Meerschaum Company ist ein US-amerikanischer Tabakspfeifenhersteller mit Sitz in Washington, Missouri. Sie ist ältester und größter Produzent von Maiskolbenpfeifen weltweit.
Die Firma wurde 1869 von dem holländischstämmigen Amerikaner Henry Tibbe gegründet, als dieser damit begann, aus Maiskolben hergestellte Tabakspfeifen in seinem Laden zu verkaufen. Im Jahr 1878 patentierte Tibbe seine Methode, die Pfeife mit Hilfe einer speziellen Paste feuerfest zu machen. 1907 wurde die „H.Tibbe&Son Co.“ in den heutigen Namen „Missouri Meerschaum“ umgetauft.
Die Missouri Meerschaum Company produziert heute täglich ca. 3500 Pfeifen und vertreibt diese international.